# Jemima Moore
Jemima Moore, née le 18 mars 1992 à Geelong, est une athlète paralympique australienne qui participe principalement aux épreuves de relais 4x100 mètres de la catégorie T53-54. Elle représente l'Australie aux Jeux paralympiques de Pékin en 2008 et de Rio en 2016.

## Biographie

### Vie personnelle
Jemina Moore naît le 18 mars 1992 à Geelong, en Victoria. À l'âge de six ans, elle s'effondre à cause d'un virus rare de la colonne vertébrale qui affecte le bas de son dos et cause sa paraplégie incomplète à long terme.

### Vie sportive
Elle participe aux Jeux paralympiques d'été de 2008 à Pékin, en Chine. Là, elle remporte une médaille d'argent au relais féminin 4 x100 mètres T53-54 . Elle participe également au 100 mètres individuel pour les athlètes T54, mais termine troisième de sa série et ne réussit pas à se qualifier pour la finale.
Jemima Moore participe également aux Jeux paralympiques de Rio 2016 où elle remporte une médaille d'argent au relais féminin 4×400 m T53-54. Elle termine 11e du 100 mètres et du 400 mètres T54 féminin et 10e du 800 mètres féminin.
Aux Championnats du monde de para-athlétisme de 2017 à Londres, en Angleterre, elle termine 10e des épreuves féminines du 400 mètres T54, du 800 mètres T53 et du 1 500 mètres T54. Jemima Moore est l'une des trois para-athlètes de Geelong avec Martin Jackson (en) et Sam McIntosh (en) à être sélectionnée pour les championnats.